# Tyko Sallinen
Tyko Sallinen (Nurmes, 14 de março de 1879—Helsinki, 18 de setembro de 1955) foi um pintor finlandês, adscrito ao expressionismo. 
Filho de um alfaiate de ideologia puritana, membro da seita fundamentalista Hihhulit, teve uma infância difícil que o deixou profundamente marcado. Trabalhou um tempo como viajante de tecidos na Suécia, estudando posteriormente arte em Helsinki. 
Residiu em Paris entre 1909 e 1914, onde recebeu a influência do fauvismo. A sua temática centrou-se na paisagem carélio e a vida rural, com cores brilhantes de traço forte. Foi membro do Novembergruppe.